# Sergentomyia longiforceps
Sergentomyia longiforceps är en tvåvingeart som beskrevs av Wang 1974. Sergentomyia longiforceps ingår i släktet Sergentomyia och familjen fjärilsmyggor. Inga underarter finns listade i Catalogue of Life.